# 軌道回路
軌道回路（きどうかいろ）は、鉄道において線路上の特定区間に列車が存在するかどうかを検知する電気的な装置である。閉塞のための信号装置を動かすために用いる。

## 原理

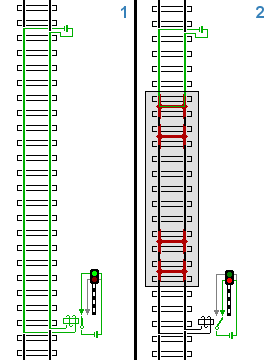
軌道回路の原理
左 : 列車が在線していないとリレーに電流が流れ、リレーが扛上する
右 : 列車が在線しているとリレーに電流が流れなくなり、リレーが落下する

軌道回路の基本的な原理は、鉄道車両の車輪と車軸が2本のレールを短絡して電気回路を構成することにある。この電気回路に装置を取り付けて列車の存在を検知する。列車がその線路の区間に存在していることを在線と呼ぶ。
軌道回路は保安装置であるので、フェイルセーフであることはとても重要である。保安上、列車が在線していないのに誤って検知してしまうよりも、列車が在線しているのに検知に失敗する方が危険な状態となる。このため、通常軌道回路は故障すると安全側の「列車が在線を検知している状態」になるように設計されている。一方で「列車が在線している」と誤って検知することは、鉄道の運行を阻害するため、できるだけ発生しないようにすることが望ましい。

### 回路の構成
軌道回路は、レールに電流を供給する電源装置と、レールの間に設置されたリレーによって構成される。各軌道回路は、閉塞の1区間のような、特定の範囲の在線を検知するようになっている。軌道回路の検知区間同士は、後述する無絶縁軌道回路でなければ、お互いに電気的に絶縁されている。
分岐のない区間の軌道回路では、その境目において両側のレールの絶縁の位置を一致させることができるが、分岐のある区間の軌道回路では、分岐器のレールの組立てなどから、その境目において両側のレールの絶縁の位置を一致することができず、ずれが生じるため、その結果、両方のレールが同極となり輪軸で電気的に短絡できず、軌道回路として検知できない区間が発生する。これを死空間と呼んでおり、その長さや位置関係に制限がある。
電源を軌道回路区間の一方の端に取り付け、両方のレールの間に電圧を印加する。軌道回路の反対側の端にリレーを取り付ける。列車がその区間に在線していない時は、電源からレールを通じて流れてきた電流がリレーを動作させる（リレーが扛上（こうじょう）する）。列車が在線している時は、その車輪と車軸によってレールが短絡され、電流がリレーに流れなくなる（リレーが落下する）。つまり、リレーが扛上しているか落下しているかが、その区間に列車が在線しているかどうかを表すことになる。
軌道リレーは、電流によって動作するスイッチであるが、重力の働きにより、扛上した状態のままになる故障の確率が、落下した状態のままになる故障の確率に比べて極めて低くなるようにできている。このため、落下した状態が安全側である列車の在線に対応するように設計するのが通例である。
軌道回路は、車両の輪軸によってレールの間を電気的に短絡することにより列車の有無を検知するが、輪軸とレールとの間には、車輪踏面とレール間の2ヶ所の接触抵抗と輪軸の車軸抵抗による短絡抵抗と呼ばれる電気抵抗が発生する。接触抵抗においては、列車重量や力行・惰行・制動時などの列車走行時によって異なり、交流では60μΩ以下であり、直流では100μΩ以下と言われている。短絡抵抗は列車が力行または制動時においては低く、惰行時においては高い。また、雨上がりの晴天時や海沿いの路線において夜間の運行休止時間帯に海水の飛沫を受けると、レール上面に錆が発生するため、短絡抵抗は高くなる傾向がある。また、レールの間を短絡する際に最大の抵抗においてリレーが落下する最大短絡抵抗を短絡感度と呼んでおり、単位はΩで表される。
軌道回路を構成するレールは、路盤にバラストの場合には枕木の上に、コンクリートや軌道スラブなどの場合にはその上に固定されて露出している。そのため、雨や雪が降ると、レールとバラストが濡れてその下部も水分を含むことになり、その結果、レールに流れる軌道回路の電流が漏れてしまい、軌道回路の電流が消耗する状態となる。その漏れの程度を示すものとして「1kmあたりの漏れ抵抗」を表す漏れ抵抗を使用している。漏れ抵抗は晴天の場合では50Ωと高いが、雨や激しい豪雨の場合では10Ωから1Ωになり、トンネル内で激しい漏水や海水が浸入する場合には0.5Ωから0.1Ωに低下する。漏れ抵抗が低下すると軌道回路の電流が途中で漏れてしまい、その軌道回路に列車が不在の場合や列車が通過して不在の場合でもリレーが落下してしまう恐れがあり、それを防止するため、軌道回路に掛ける電圧をバラストなどの道床条件を考慮して調整している。
実際の軌道回路には、レールへ電流を流す側の送電側では、直流ではシリコン整流器・鉛蓄電池、交流では軌道変圧器・分周器があり、レールからの電流を受け取る側の受電側では、軌道継電器（リレー）・倍周器がある。その他に、軌道回路のレールに直接に電源を接続すると、送電側を輪軸で短絡する際にショートの状態になり、過大な電流が流れて電源機器を破壊してしまうことを防止するため、一定以上の電流が流れないようにする限流のための抵抗やリアクトル、側受電側においてレールからの受電電圧を、軌道継電器への適正な電圧に調整する軌道抵抗子、単軌条式軌道回路においてレールが破断した際に、帰線電流が送電・受電側機器に流れて、溶断又は焼損させて信号設備や連動装置が停止するのを防ぐ軌道可溶片・軌道ヒューズ、送電・受電側機器を機器室に集中して設置する際に、機器室から送電端又は受電端までのケーブルによる電圧低下を低減するための中継変圧器があり、軌道回路を確実に作動させ保護する役目を持たせている。

## 軌道回路の種類

### 信号電流による分類と種類
軌道回路によりレールに流される電流は、直流と交流がある。さらに交流では、様々な周波数が用いられており、使用場所の条件に応じて使い分けられる。以下に日本の鉄道で使用されている軌道回路の分類と種類を示す。

#### 直流軌道回路
直流軌道回路では、レールに流れる信号電流は直流である。絶縁が損なわれた時に隣の軌道回路の電流が流れ込んで誤検知することを防ぐために、通常は隣同士の軌道回路では極性を反転させている。停電に備えて、軌道回路には蓄電池を使用した低い電圧（1.5Vから12V程度）が用いられている。
直流軌道回路
送信側で商用周波数電源から整流器に変換しされた直流電源を、軌道回路に流し、送信側でそれを受信して、直流用の軌道継電器（リレー）に入力するもので、設備構成が簡単で設備費が安く、また、停電時にも作動できるように、送信側に蓄電池を接続して浮動充電方式で充電して無停電化を図っている。レール間電圧は4.5Vであり、800mまでの軌道回路で使用できるが、一方で蓄電池の保守の問題がある。非電化区間で使用されており、直流電化区間では電気車の帰線電流が妨害となって使用することができない。さらに近隣の電力使用状況によっても妨害を受けることがある。
H・DC軌道回路
非電化区間において、特殊自動閉塞式での構内軌道回路で使用されているもので、Hは高電力・高短絡感度の意味であり、レール間電圧は直流軌道回路の約3倍の12Vである。その為、輪軸でのレール間短絡時には大きな短絡電流 (4 - 5A) が流れて高短絡感度が得られるようになっている。構内軌道回路用の為、使用される軌道回路の長さは短く、閉電路式軌道回路（CT軌道回路とも呼ぶ）で300m、開電路式軌道回路（OT軌道回路とも呼ぶ）で50mである。

#### 交流軌道回路

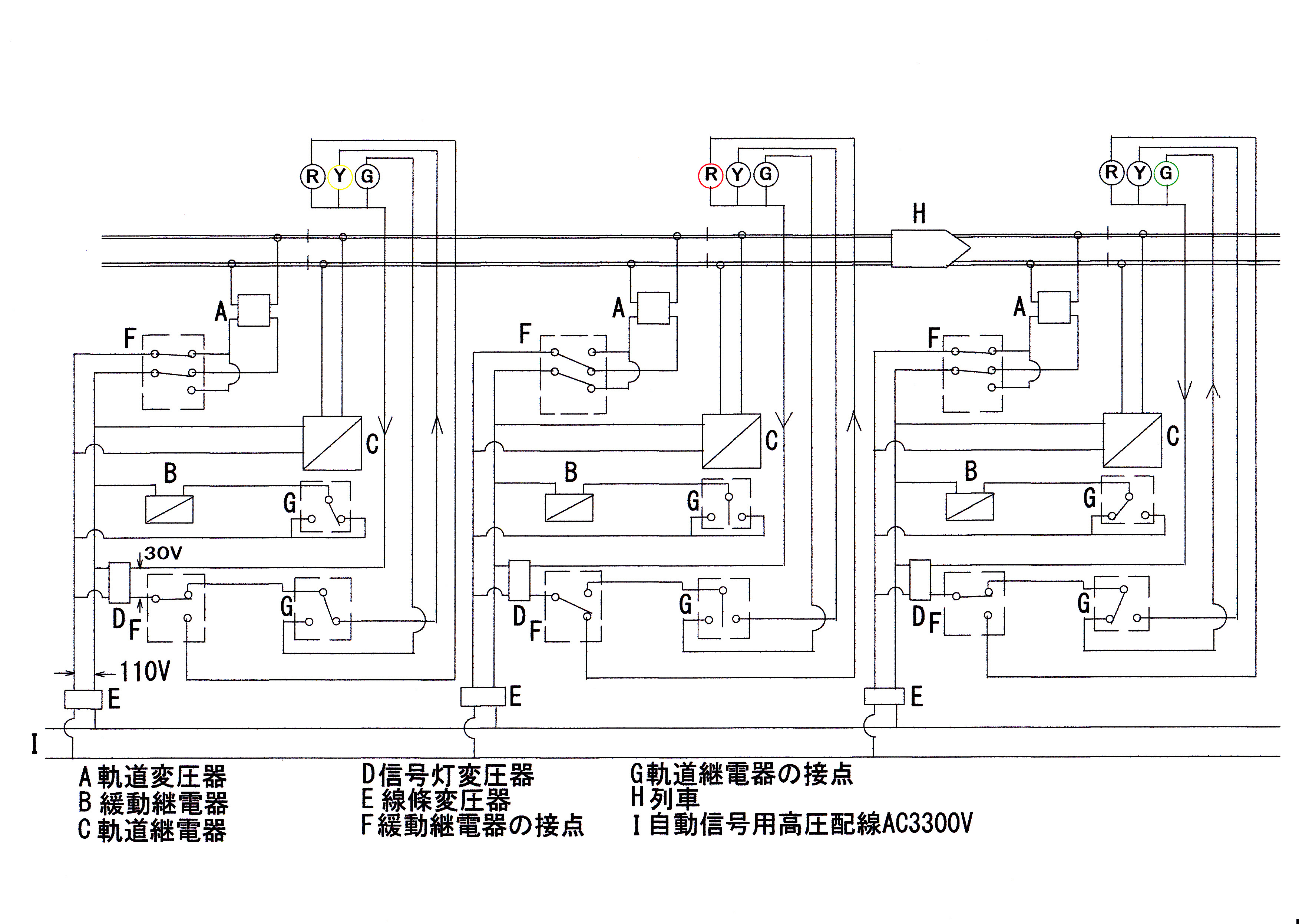
商用周波数軌道回路の2元3位式自動信号機の制御回路のモデル図

交流軌道回路では、レールに流れる信号電流は交流であり、周波数は目的に応じて低周波（数百Hz以下）、可聴周波（数百Hz - 数kHz）、高周波（数kHz以上）など様々である。またパルス的に電流を流す軌道回路もある。
AF軌道回路
可聴周波を使用するもので、Audio Frequencyを略してAFと呼ばれている。ATCや軌道回路を使用した一部のATSで使用されている。
商用周波数軌道回路
商用の50又は60Hz周波数の電力用電源を分圧して使用するものである。直流電化区間で使用されており、その回路のモデル図を右側に示す。2元3位式（2種類の電源で軌道継電器の状態を3つに変化させることで信号機の現示を緑・黄・赤で表示）の自動信号機の場合、各信号機の制御回路には、緩動継電器と軌道継電器の2つのリレーがあり、軌道継電器が軌道回路のレールに流れる交流電流を検知して、信号機を制御している。単相交流3300Vの信号用高圧配電線を、電源供給と軌道回路の送信側と受信側での交流電流の周波数の位相を一致させる為、レールに並行設置して、各閉塞信号機で配電線から配線を分離させている。軌道回路に流す交流電流は、線條変圧器で110Vに降圧させた後、緩動継電器の接点を経由して、軌道変圧器でさらに18Vに降圧されてから流しており、閉塞信号機の信号灯の電源は、軌道回路用の110V電源から、信号灯変圧器で30Vに降圧したのち使用される。
右側に制御回路のモデル図を元に現示の仕組みを説明すると、前方の軌道回路からレールに流れる通常の電流を軌道継電器が検知すると、接点が左方接点となり、その後、緩動継電器が扛上して上方接点となり、後方の軌道回路に、通常の位相の電圧を送る場合には、信号機は緑を現示し、前方の軌道回路で、列車の輪軸によりレールに流れる電流を短絡すると無電圧となり、それを軌道継電器が検知すると、無接点（ブラ）の状態となり、その後、緩動継電器が落下して下方接点となり、後方の軌道回路に、位相が反転した電圧を送る場合には、信号機は赤を現示し、前方の軌道回路から送られた位相が反転した電圧を軌道継電器が検知すると、接点が右方接点となり、その後、緩動継電器が扛上して上方接点となり、後方の軌道回路に通常の位相の電圧を送る場合には、信号機は黄色を現示する。
分倍周軌道回路
送信側で、商用電源周波数を分周器により1/2に変換してから、軌道回路に25又は30Hzの交流電流を流し、受信側でその周波数を倍周器により元の周波数に戻して、その後、軌道継電器に入力するものである。その為、軌道継電器には商用周波数軌道回路専用のものを使用する。商用電源周波数である50又は60Hzを使用する交流電化区間や、それ以外の区間で特別高圧送電線が平行している場合に使用され、事故時における誘導電流による妨害電流が発生しても、リレーが確実に落下して列車を検知できるようになっている。
分周軌道回路
送信側で、商用電源周波数を分周器により1/2に変換してから、軌道回路に25又は30Hzの交流電流を流し、受信側でその周波数を受信して、その後、軌道継電器に入力するものである。駅などの大きな構内で使用されており、元々は、そこで分倍周軌道回路を使用すると、軌道回路数が多い分、その数だけその機器を置くスペースがかなり必要となる為、その省スペース化を目的に作られたもので、変換された周波数を各軌道回路に送る為、大型分周器を使用しており、軌道継電器には分周軌道回路専用のものを使用する。
83/100Hz軌道回路
交流電化区間において、架線から電車や機関車のモーターに使用された後、車輪を経由してレールに流れる帰線電流や、それによる誘導電流に影響されない周波数である83Hzと100Hzを使用するもので、送信側でMG（Motor Generator、電動発電機）又はCVCF（Constant Voltage Constant Frequency、定電圧定周波数装置）で作られた83Hz又は100Hzの交流電流を、軌道回路に流し、受信側ではそれを受信して軌道継電器に入力するものである。交流50Hz区間では83Hzを、交流60Hz区間では100Hzの電源周波数を使用しており、その為、軌道継電器には2元型の83/100Hz軌道回路専用のものを使用する。交流電化区間や軌道回路に誘導電流による誘導妨害を受ける区間において、駅などの大きな構内で使用される。
H・AC軌道回路
直流電化区間や交流電化区間において、特殊自動閉塞式での構内軌道回路で使用されているもので、H・DC軌道回路の交流型である。開電路式軌道回路と閉電路式軌道回路ともに、送信側で、送信器により直流24Vから交流80Hzに電源を変換してから、軌道回路に流し、受信側でそれを受信して、その後、軌道継電器に入力するもので、軌道継電器には2元型で80Hz専用のものを使用する。
長大軌道回路
長い軌道回路において、中間に閉塞信号機を設置せず、単線自動閉塞方式に使用されているもので、非電化区間では6km、直流電化区間では5kmまでの制御が可能である。送信側で分周器により商用電源周波数を1/2に変換して、軌道回路に25又は30Hzの交流電流を流し、受信側で専用の信号受信機で受信して、その後その交流電流を整流し直流に変換してから、直流用の軌道継電器に入力するもので。送信側と受信側で交流電流の周波数の位相を一致させる必要がない為、今までの交流軌道回路と違い、高圧配電線の設置を必要としない。

### システム構成による分類

#### 閉電路式軌道回路
原理の項で説明したように、列車を検知するリレーには列車が在線していない時に信号電流が流れ、在線している時には電流が流れなくなるようにシステムを構成するのが標準である。こうした回路を閉電路式 (close circuit) と呼ぶ。これは電源の故障、レールの破断、ケーブルの破損など、考えうる様々な故障の際にも電流が流れなくなるフェールセーフ構成としているため、故障時でも在線として検知するようになっている。

#### 開電路式軌道回路
閉電路式に対して、列車が在線していない時には電流が流れず、在線している時にだけ電流が流れる方式の回路を開電路式 (open circuit) と呼ぶ。開電路式では、電源と検知用のリレーを直列に接続したものを線路の同じ側につなぎ、列車が進入することで車軸が両側のレールを短絡して電流が流れるようになっている。この回路は、電源の故障、レールの破断、ケーブルの破損などで1箇所でも故障すると電流が流れなくなって列車を検知することができなくなるため、フェールセーフ構成とはなっていない。そのため、列車を誤って検知することが、検知に失敗することより危険になるような場合や、踏切の保安装置での点制御方式において、終止点での列車検知に利用される場合では、こうした軌道回路が用いられる。

### 帰線電流路による分類
ほとんどの電気鉄道では、架線または第三軌条から走行用の電力を集電してレールから変電所に戻している。レールを通って変電所に戻る電流を帰線電流と呼ぶ。このため、信号電流と帰線電流を明確に区別する必要がある。さらに、軌道回路境界において信号電流のみを絶縁して帰線電流を流す仕組みが必要となる。
信号電流と帰線電流を区別するためには、双方の周波数を異なるものにすることで対処している。例えば、直流電化区間に交流軌道回路を設置して、リレーが信号電流の周波数のみを検知するようにインピーダンスボンド又はフィルタ回路を取り付ければ、直流の帰線電流が軌道回路を誤動作させるおそれは少なくなる。また、交流電化区間では交流軌道回路を用いることができないわけではなく、帰線電流と違う周波数を信号電流に使えば使用できる。
軌道回路境界で帰線電流のみを流す仕組みとしては複数の方式がある。

#### 複軌条軌道回路

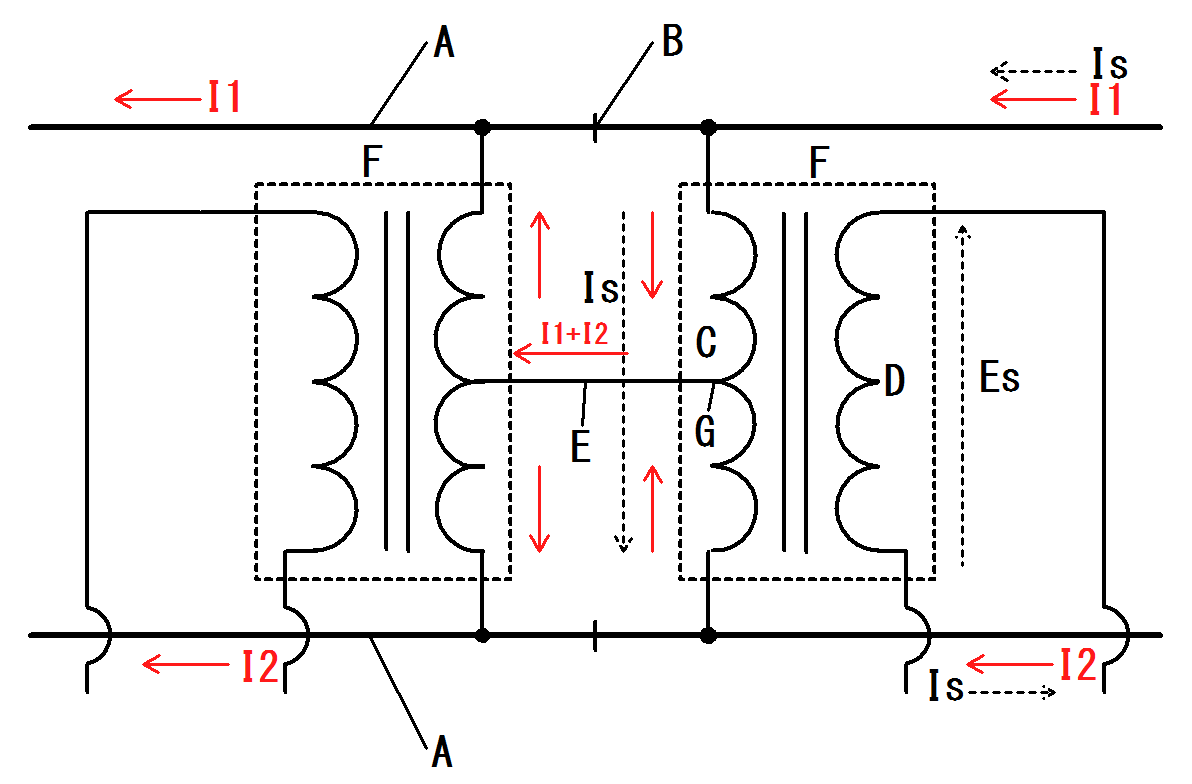
インピーダンスボンドの配線図のモデル図と帰線電流と信号電流の流れ。
Aレール、B絶縁継目、C1次側コイル、D2次側コイル、E中性線、Fインピーダンスボンド、G中性点、赤の矢印が帰線電流の流れ、黒の破線の矢印が信号電流の流れ。

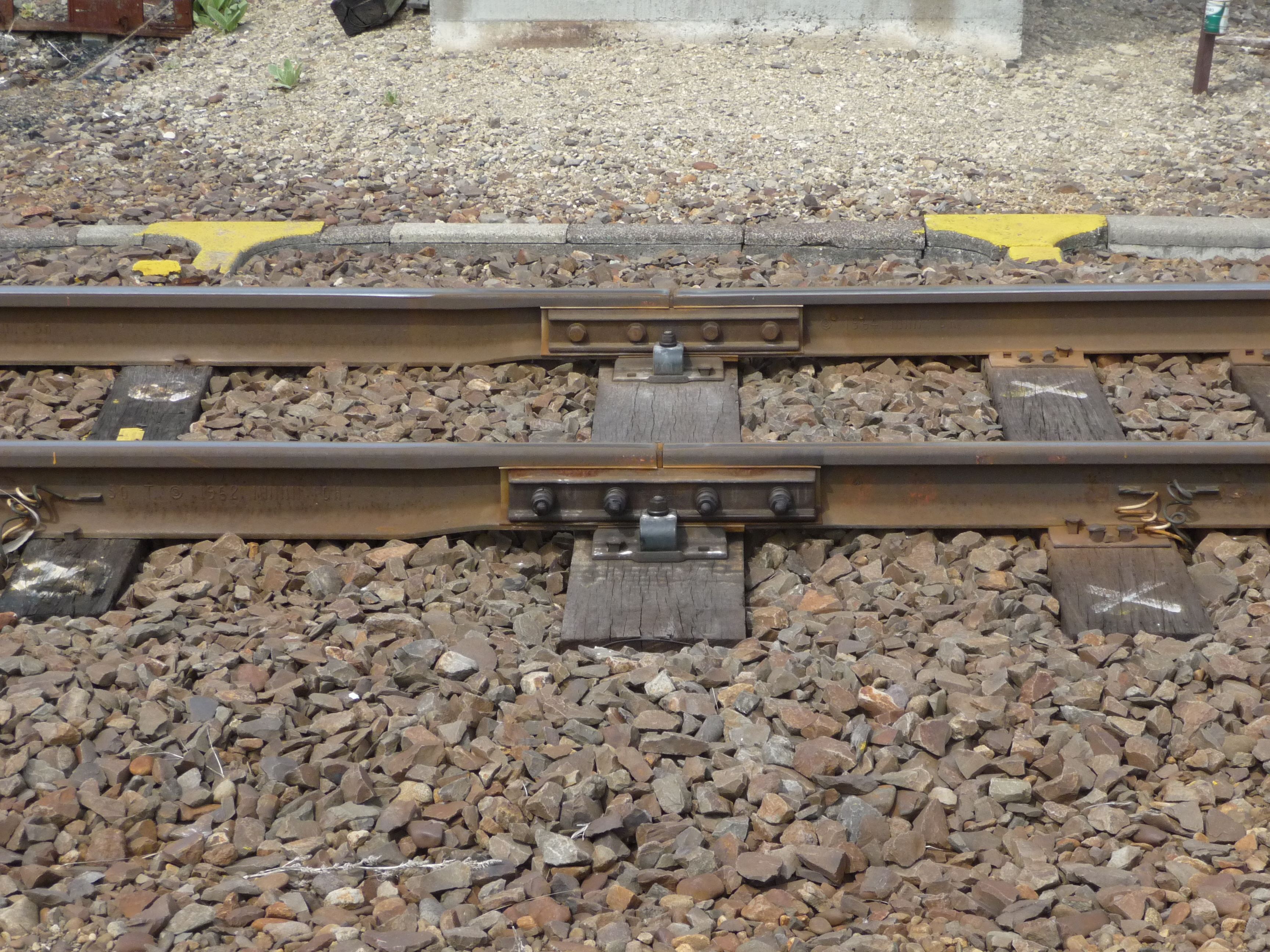
絶縁継ぎ目、レールのつなぎ目の部分と、レールと継ぎ目板の間に絶縁物が挟み込まれているのがわかる

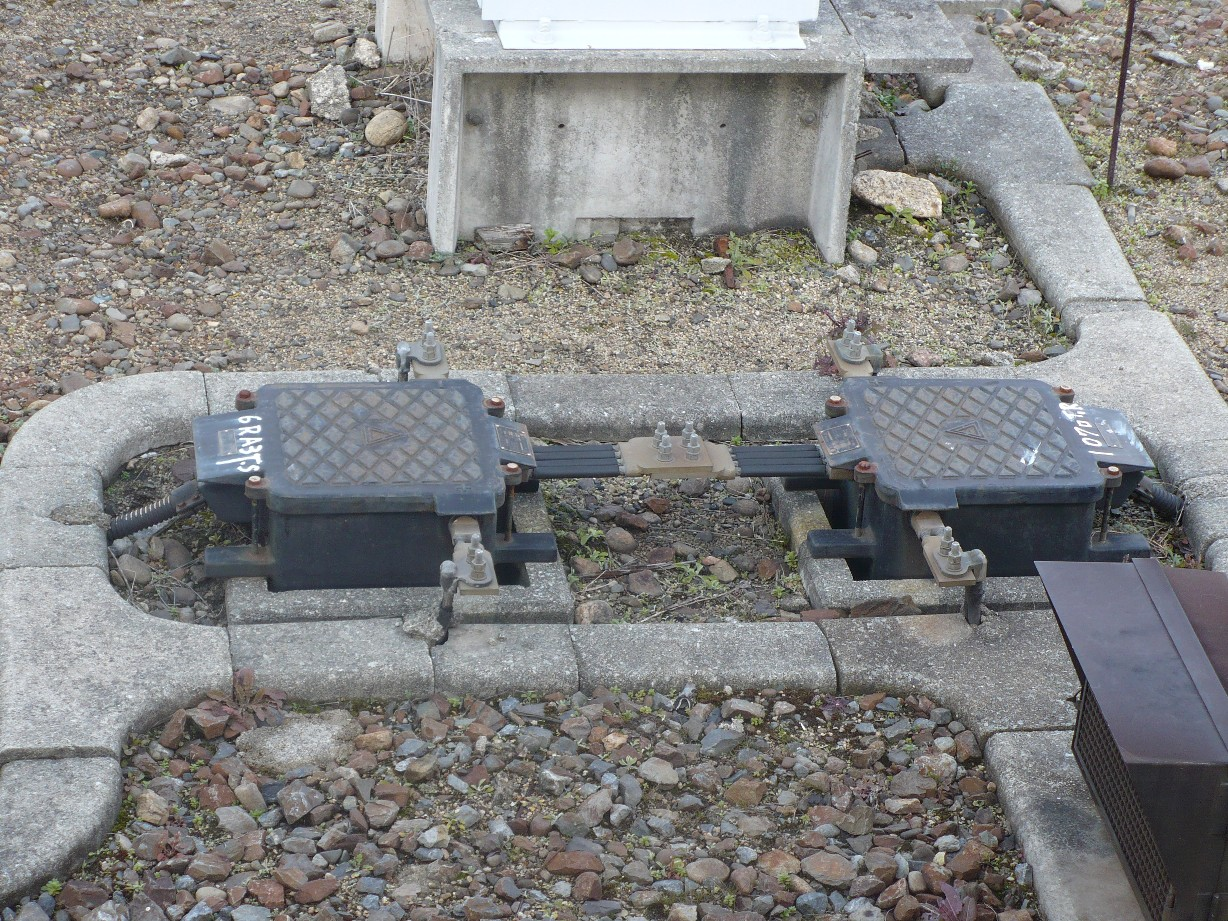
インピーダンスボンド

複軌条軌道回路では、両方のレール共に隣の軌道回路との境界に絶縁が行われている。絶縁は、レールのつなぎ目に絶縁板を挟み込むことで行われている。このつなぎ目を絶縁継目という。直流軌道回路では絶縁継目のみで隣の軌道回路との境界を作ることができるが、直流電化区間又は交流電化区間では、軌道回路との境界を越えて帰線電流を流すためにインピーダンスボンドが用いられている。
右側にあるインピーダンスボンドの配線図を元に説明すると、インピーダンスボンドには、レールに接続された1次側コイルと軌道変圧器又は軌道継電器に接続された2次側コイルの2つの巻線があり、2つのコイルの間は、変圧器と同じく鉄心により結合されている。インピーダンスボンドの間は、中性線により1次側コイルの中性点で結ばれている。列車で使用された帰線電流であるI1とI2はレールからインピーダンスボンドの1次コイルの中性点に流れ、中性線を経由して、隣のインピーダンスボンドの1次コイルの中性点に流れた後、レールに戻り流れていくが、中性点では両側にあるレールからのコイルの巻線が同一であるため、コイルに発生する磁束が打ち消し合い、2次コイル側には電圧は誘導しない。だが、信号電流であるIsは、一方のレールから1次コイルを経由して、もう一方のレールに流れるため、2次コイル側に電圧Esが誘導されるようになっており、信号電流の周波数のみを遮断して帰線電流のみを流すようになっている。
右側の写真では、両側に見える黒い箱の中に1次側コイルと2次側コイルが入っており、黒い箱同士を結ぶ線が中性線で信号電流を遮断して帰線電流のみを流している。場合によっては、この中間線の間で変電所や負饋電線への線を接続して帰線電流を吸い上げている。軌道回路境界のインピーダンスボンドではこのように2つの箱を使用することが多いが、箱を1つだけ設置して変電所へ帰線電流を吸い上げる仕組みになっている場所もある。なお、軌道回路境界ではないレールのつなぎ目では、レールの隙間による電気抵抗の増大を防ぐために、レールボンドと呼ばれるワイヤがレールの側面に取り付けられて、信号電流を確実に流すようにしてあることがある。

#### 単軌条軌道回路
単軌条軌道回路では、片側のレールにだけに絶縁継目を行う。信号電流は絶縁されていない一方のレールと絶縁されているもう一方のレールの両方に流れているので、片側だけレールを絶縁するだけでも外部への漏洩を防止できる。一方、帰線電流は絶縁されていない側のレールを流れて変電所へ戻る。また、絶縁されている側のレールを信号側レール、されていない側のレールを帰線側レールと呼んでいる。そのため、インピーダンスボンドは設置しなくてもすむが、帰線側レールが破断してしまうと帰線電流が流れなくなり、電気による列車運転ができなくなる短所がある。

#### 無絶縁軌道回路
無絶縁軌道回路は、区間により信号電流の周波数を違えることによって区間ごとの絶縁を不要にするものである。隣の区間の軌道回路の電流が流れ込んでも、フィルタにより遮断されるので誤検知することはない。電源からの距離が離れると信号電流が減衰して車軸による短絡を検知できなくなるので、減衰を考慮して検知範囲を設定する。無絶縁軌道回路を用いれば、電気鉄道におけるインピーダンスボンドを不要にすることができる。絶縁継目は軌道構造上の弱点となっており、破損が発生しやすいため、これを廃止できることは無絶縁軌道回路の長所である。
無絶縁軌道回路には、軌道回路境界を共振子や電線で短絡する境界短絡式と多くの周波数を使用して境界を構成する多周波式があり、両者とも送電端から特定の周波数の信号電流を流し、受電端でその周波数に合わせた特性で受信して軌道回路の短絡を検出する。その周波数の電流が受電端を越えて隣の回路に流れ込んでも、その回路では異なる周波数に合わせてあるので誤検知することはない。いくつかの軌道回路を挟んで再度同じ周波数の信号電流を使用するが、間に十分長い距離があればその間に信号電流が減衰するので、同じ周波数を利用している他の軌道回路と混信することもない。ヨーロッパなどでは、特定の共振周波数に合わせたフィルタ回路を受電端側に接続することで、完全に隣の軌道回路への信号電流の漏れを防ぐ仕組みを採用しているところがある。
Aster SF15型の軌道回路では一方の線路で1,700Hzと2,300Hz、もう一方の線路で2,000Hzと2,600Hzの信号電流を用い、これを低周波で変調している。
TI21型軌道回路では以下のような周波数を使用している。
| A | 1,699 Hz | 下り線 |
| B | 2,296 Hz | 下り線 |
| C | 1,996 Hz | 上り線 |
| D | 2,593 Hz | 上り線 |
| E | 1,549 Hz | 下り線 |
| F | 2,146 Hz | 下り線 |
| G | 1,848 Hz | 上り線 |
| H | 2,445 Hz | 上り線 |

AからDが複線区間で用いられ、EからHは複々線区間用の追加の周波数である。

### 情報送信機能
軌道回路を利用して情報を列車に送信することがある。信号電流に符号（コード）を重畳して送信するもので、コード軌道回路と呼ぶ。コードの重畳には信号波の断続を利用したり、信号電流を用いて変調したりする。主に車両に搭載された車上子でコードを受信して、車内信号を実現するために用いられる。

## 使用
軌道回路は、以下のような目的で使用される。
- 列車の在線状況に応じて自動的に信号機に注意現示や停止現示を出し、列車の追突や正面衝突を防ぐ。
- 停車場構内での列車の位置を検知し、連動装置を動作させて安全を守る。
- 分岐器や跳ね橋などの可動する装置に列車が差し掛かっていることを検知し、列車が完全に通過するまでそれらの装置が動かないように鎖錠する。
- 踏切への列車の接近を検知して踏切警報機と遮断機の動作を開始させ、列車の通過を検知して動作を終了させる。
- 交流電化区間で異なる変電所からの供給区間を分ける異相区分セクションを力行したまま通過できるようにする饋電区分切替セクションにおいて、列車の現在位置に応じて饋電を切り替える。

使用目的に応じて軌道回路の長さや信号周波数は様々に調整される。また、同じ線路の区間で複数の軌道回路を、周波数を違えて設置する場合もある。
踏切を列車が通過したことを検知して警報機や遮断機の動作を終了させる軌道回路では、誤って列車の在線を検知すると列車の通過前・通過中に警報機や遮断機の動作が終了する危険な状態となるため、通常とは逆に開電路式の軌道回路を使用することがある。列車の進行方向が限定される複線区間では踏切の制御回路は単純であるが、単線である場合や単線並列である場合は、列車の進行方向に応じて検知する場所を変える必要があり、複雑な構成となる。さらに高度な仕組みでは、列車の速度や列車種別に応じて列車側から踏切制御回路に情報を送信し、警報の動作開始点を変えるようになっている。ATACSでは、踏切の制御を無線で行えるようになり、踏切制御の軌道回路は不要となる。
饋電区分切替セクションは、新幹線において用いられている。
軌道回路は区間の一方の端から電流を流して反対側の端で検知するので、導体となるレールが破損して信号電流が流れなくなると在線状態となる。事故や災害、保線の不良などによりレールが破断した場合でも自動的に信号機が停止現示となって列車の進入を防ぐことができる点も、安全に寄与している。
保線用車両の中には、信号機の誤動作を防ぐために両側の車輪を故意に絶縁して、軌道回路に検知されないようにしているものがある。こうした車両は信号システムと互換ではないため、使用する際には線路閉鎖を行って他の列車の進入を防ぐ必要がある。また踏切の警報装置が動作しないため踏切の通過には注意を必要とする。

## 回路の故障
たいていの故障では、列車が在線していると検知するように設計されている。
- レールや電源・リレーに関するケーブルが破損するとリレーが落下する。ただし下記の例外を参照。
- 電源供給が絶たれるとリレーが落下する。
- 軌道間の短絡や、他の軌道回路区間との短絡が起きるとリレーが落下する。

一方で、列車の在線検知に失敗する故障もある。
- リレーが扛上（列車が在線していない）した状態に固着して動かなくなるような、物理的な故障をした場合。
- レールの錆や砂、乾いた落ち葉などがレールの上にあり、車輪との間を絶縁してしまった場合。軌道短絡不良 (poor shunting) と呼ばれる。
- 線路周辺の環境により、妨害電流が流れ込む場合。例えば湿ったバラストが電池の働きをして電流を発生させたり、近隣の電力線から電流が流れ込んだりする。
- 電気抵抗が十分下がらない程度に車両が軽い場合や、そもそも両側の車輪が電気的に絶縁されている場合。
- レールが破損しても信号電流が流れ続ける程度の場合。

在線検知に失敗するような故障は、結果的に列車が在線している線路に他の列車の進入を許して事故の危険を招く。また踏切の警報機が動作しないという問題もある。このためイギリスでは車軸の検知装置も併用されている。
これらの故障に対処するために様々な手段が用いられている。例えば、リレーはとても高い信頼性を持つように設計されている。雑音電流の問題がある区間では、状況に合わせて雑音に強い軌道回路の方式が選択されている。落ち葉が問題となる区間では速度制限が設定されることがある。軌道短絡不良の問題が発生した場合には、列車を運休にする措置がとられることもある。
破壊工作もまた問題である。1995年にアメリカのアリゾナ州で起きた脱線事故では、犯人は軌道回路の信号電流を遮断しないよう、レールをワイヤーで接続した上で位置をずらしていた。このためレールがずらされたことを軌道回路で検出できず、信号機は停止現示に変わらなかった。

## 回路状況の記録と伝送
軌道回路で検知した在線状況は、信号機や分岐器の状況と共に、指令センターの制御盤にまとめて表示されることが多い。軌道回路のリレーを通信回線に接続することで、在線状況を送信することができる。在線情報は制御盤に表示されると共に保存され、事故時の調査に用いられると共に、運行管理上の分析にも用いられている。多くの信号システムでは中央の指令センターでだけでなく各装置ごとに軌道回路の状況記録装置を持っている。

## 軌道短絡器
軌道回路によって線路閉塞を行っている線区では、列車の乗務員や線路軌道に立ち入る係員が携行する保安装置の一つとして軌道短絡器がある。これは2つの電極クリップ又は、磁石付電極板とその間をつなぐ電線からなる単純な器具で、イメージは自動車用ブースターケーブルの一本に似ている。列車事故や災害が発生した際に、軌道短絡器で両側のレールを短絡する（ショートさせる）ことで軌道回路に在線を検知させ、軌道短絡器を設置した箇所の外方（手前）の信号機を停止現示に変えることができる。例えば、複線区間で脱線事故が起きて対向の線路を支障した場合、軌道短絡器を対向線路に設置することで、当該現場へ接近する対向列車に対して停止信号を現示することができる。軌道短絡器を設置すると直ちに、そして自動的に停止現示に変えられるので、指令センターに連絡を取って列車を止めてもらうより早くて確実で安全である（ダイヤ上では列車はいないはずなのに、いる事になっている、というわけで指令所でも異変が起きた事がすぐにわかる）。特に、濃霧時、強雨時、急曲線箇所においては視認可能距離が極度に低下するので、携帯用合図旗や合図灯、携帯用信号炎管では接近する他列車乗務員へ非常停止指示を確実に伝達できない場合が生じるが、軌道短絡器を使用した場合は当該閉塞区間始点の信号機に「停止」が現示され、その一つ手前の閉塞区間始点信号機には「注意」又は「警戒」が現示されるので、高速列車が接近する場合の他、降雪時やブレーキ性能が劣る列車が接近する場合にも確実性が高い。
高機能なものとしては、照査装置のついた軌道短絡器がある。これは、軌道短絡の電気抵抗が一定以下になっていることをチェックして表示する機能が備えられている。さらに信号機を制御する信号電流のみを短絡して、踏切制御の信号電流は短絡しないフィルタ機能を備えていて踏切の動作に影響を与えない軌道短絡器も開発されており、主に保線作業で用いられている。

## 歴史
フェイルセーフな軌道回路は、1872年にアメリカの技術者、ウィリアム・ロビンソン によって発明された。彼が軌道回路を発明したことにより、いまや世界中の鉄道で使用されている自動信号システムが可能となった。
当初の鉄道の信号機は、駅の係員や信号扱手によって手動で動かされていた。いつ信号の現示を変化させるかはしばしば扱い者に委ねられていた。ミスによりしばしば不正な現示を出して、事故に繋がった。
19世紀中ごろに電信が発明されて長距離を電気的に情報伝送できるようになり、電気的に制御された信号システムの開発が始まった。しかしながら、ロビンソンの発明以前に開発されたものはどれも、列車の動きに自動的に対応して信号現示を変化させることはできなかった。
ロビンソンはまず、1870年に完全自動の鉄道信号システムの模型を作成してデモを行った。続いてフィラデルフィア・アンド・エリー鉄道 (Philadelphia and Erie Railroad) のペンシルベニア州キンズア (Kinzua) で実物大のシステムが導入された。彼の設計したシステムは、信号機の上に電気的に動作するディスクを取り付けたものとなっていた。また設計は、列車が在線していない時に信号電流がなくなる、開電路式であった。
この設計の本質的な欠点は、フェイルセーフではなく簡単に危険な状態になってしまうことであった。例えばワイヤが切れると、列車が在線していても検知に失敗してしまう。この問題を認識して、ロビンソンは現代の軌道回路のような閉電路式のものを設計し、1872年に前述の場所に設置した。これが現代の完全自動化したフェイルセーフな信号システムの元祖である。
イギリスでは、1876年にウィリアム・サイクがクリスタル・パレス駅で軌道回路の実験を行ったのが最初となっている。実用化されたのは1886年で、ロンドンのセント・ポールズ駅に設置されたものであった。
日本においては、1904年（明治37年）に甲武鉄道（後の中央本線）の飯田町 - 中野間でアメリカのユニオン・スイッチ・アンド・シグナル社の技術により導入されたものが最初である。

## 事故

### 軌道回路がなかったために起きた事故
軌道回路があれば多くの事故が防げていたと考えられる。軌道回路がなかったために起きたと考えられる事故は以下のようなものがある。
- キンティンスヒル鉄道事故
- ホーズ・ジャンクション鉄道事故 (Hawes Junction rail crash)

### 軌道回路の故障により起きた事故
軌道回路の故障により起きた事故も、稀ではあるが下記のように存在している。
- コワン鉄道事故 (Cowan rail disaster) - レールの上に砂が載って車輪を絶縁したために軌道短絡不良が起き、不正な進行現示が表示されて追突事故を起こした。
- ビッグ・バイユー・カノー列車事故 (Big Bayou Canot train disaster) - 霧の中で艀が旋廻橋に衝突し、レールの接続が歪んだが、信号電流は絶たれなかったため信号が停止現示に変わらなかった。直後にアムトラックの列車がレールの歪んだ箇所に高速で進入して脱線し、水の中に転落した。
- 2019年（令和元年）5月23日1時45分頃に大阪市住吉区の南海高野線沢ノ町駅 - 我孫子前駅間の踏切で、進入してきたタクシーが、踏切を通過した線路点検用モーターカーと衝突し、タクシーは大破し運転手が軽傷を負った。南海電気鉄道が事故後に同じモーターカーで実験したところ、電圧が十分に低下せず、遮断機が上がったことが判明。モーターカーは作業場で長時間停止することがあるため、遮断機が下がったままにならないよう、車両に電流を流す可否を切り替えられるようになっているが、事故車は電気回路となる車輪付近に油や埃が付着しており、これが原因で電圧が十分に低下しなかった模様である[1]。